# Правило гвинта

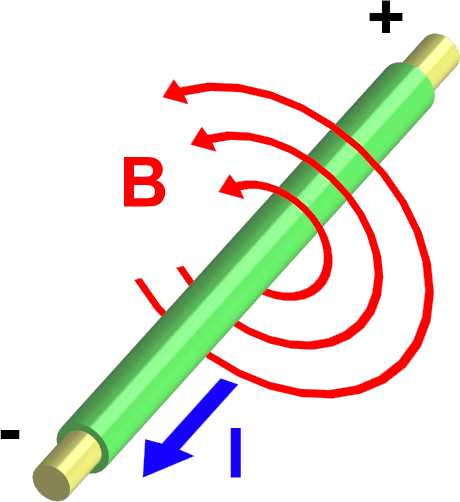

Пра́вило гвинта́ або пра́вило све́рдлика — правило для визначення напряму вектора магнітної індукції залежно від напряму електричного струму, який збуджує магнітне поле. 
Правило гвинта формулюють так: якщо напрям струму збіжний з напрямом руху гвинта (з правою різьбою), то напрям ліній магнітної індукції має збіжність з напрямом його обертального руху.
У сучасній українській мові часто застосовують словосполучення «правило свердлика»: напрям ліній магнітної індукції збіжний з напрямом обертання воротка свердлика.